# Эргле, Зента
Зента Эргле (латыш. Zenta Ērgle, в советское время — Зента Эрнестовна Эргле; 23 декабря 1920 — 11 июня 1998) — латышская писательница.

## Биография
Зента Эргле родилась 23 декабря 1920 года в Риге.
Окончила архитектурный факультет Латвийского государственного университета (1949). Работала инженером-архитектором в Рижском проектном институте «Земпроект» (1949—1975).
Публиковаться начала с 1954 года. Автор трёх десятков приключенческих и научно-популярных детских книг, большей частью переведённых на пятнадцать языков, общий тираж которых достиг двух миллионов экземпляров.
В 1960 году на сцене Государственного театра юного зрителя Латвийской ССР была осуществлена инсценировка повести Зенты Эргле «Ребята нашего двора».
В 2010 году в стенах Академической библиотеки Латвийского университета была организована памятная выставка «Pāri gadiem cauri dzīvei», посвящённая творчеству писательницы.
Была членом Союза архитекторов Латвии (1951) и членом Союза писателей Латвии (1959).